# Гоу, Кристиан
Кри́стиан Гоу (англ. Christian Gow; род. 28 марта 1993 года в Калгари, Канада) — канадский биатлонист, бронзовый призёр чемпионата мира 2016 года в мужской эстафете.
Старший брат — Скотт Гоу, также биатлонист, призёр чемпионата мира.

## Достижения
- Бронзовый призёр чемпионата мира 2016 года в эстафете 4x7,5 км.
- Лучший личный результат — 8-е место — был достигнут на 8-м этапе кубка мира 2018/2019 в гонке преследования, где спортсмен уступил лидеру гонки 2 минуты и 21.2 секунды.

## Карьера

### Общий зачёт в Кубке мира
- 2014/2015 — — (0 очков)
- 2015/2016 — 86-е место (13 очков)
- 2016/2017 — 59-е место (58 очков)
- 2017/2018 — 49-е место (90 очков)
- 2018/2019 — 38-е место (248 очков)
- 2019/2020 — 74-е место (21 очко)
- 2020/2021 — 35-е место (194 очка)

### Участие на Олимпийских играх
| Год  | Место проведения | Индивидуальная гонка | Спринт | Гонка преследования | Масс старт | Эстафета | Смешанная эстафета |
| ---- | ---------------- | -------------------- | ------ | ------------------- | ---------- | -------- | ------------------ |
| 2018 | Пхёнчхан         | 26                   | 62     | —                   | —          | 11       | 12                 |

### Участие на Чемпионатах мира
| Год  | Место проведения     | Индивидуальная гонка | Спринт | Гонка преследования | Масс старт | Эстафета | Смешанная эстафета | Сингл-микст |
| ---- | -------------------- | -------------------- | ------ | ------------------- | ---------- | -------- | ------------------ | ----------- |
| 2015 | Контиолахти          | 65                   | 73     | —                   | —          | 19       | —                  | N/A         |
| 2016 | Осло                 | 46                   | —      | —                   | —          | Бронза   | —                  | N/A         |
| 2017 | Хохфильцен           | DNF                  | 32     | 23                  | —          | 13       | —                  | N/A         |
| 2019 | Эстерсунд            | DNF                  | 84     | —                   | —          | 13       | 16                 | —           |
| 2020 | Антхольц-Антерсельва | 20                   | 65     | —                   | —          | 14       | 14                 | 8           |
| 2021 | Поклюка              | 73                   | 17     | 30                  | 11         | 12       | 8                  | 8           |